# Gaetano Badalamenti

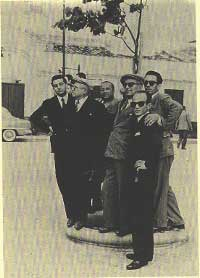
Van links naar rechts: Leonardo Pandolfo, Cesare Manzella, Luigi en Masi Impastato, Sarino en Gaetano Badalamenti.

Gaetano Badalamenti (14 september 1923 – 29 april 2004) was een vooraanstaand lid van de Siciliaanse maffia.
Don Tano Badalamenti was de capofamiglia van zijn geboortestad Cinisi op Sicilië en stond aan het hoofd van de Siciliaanse maffiacommissie, de groep van maffialeiders op Sicilië, in de jaren 70. In 1987 werd hij veroordeeld tot 45 jaar gevangenschap in de Verenigde Staten, omdat hij leiding gaf aan de zogenaamde Pizza connection, de organisatie die tussen 1975 en 1984 in totaal voor 1,65 miljard dollar aan drugs smokkelde naar de Verenigde Staten via pizzeria's en de winsten witwaste.